# Tolman-Oppenheimer-Volkoff-Grenze
Die Tolman-Oppenheimer-Volkoff-Grenze (TOV-Grenze) ist eine obere Schranke für die Masse von Neutronensternen, analog zur Chandrasekhar-Grenze für Weiße Zwerge.
Die Grenze wurde 1939 von Robert Oppenheimer und George Michael Volkoff auf der Grundlage der Arbeit von Richard C. Tolman berechnet. Sie nahmen an, dass die Neutronen eines Neutronensterns in Form eines kalten, entarteten Fermigases vorliegen. Daraus resultierte eine Grenzmasse von 0,71 Sonnenmassen (M☉). Moderne Abschätzungen liegen im Bereich von 1,5 bis 3,2 M☉. Die Unsicherheit resultiert aus der Tatsache, dass die Zustandsgleichungen für Dichte hadronischer Materie bislang noch nicht genau bekannt sind. Im April 2013 gaben John Antoniadis und Mitarbeiter bekannt, dass ihre Untersuchungen des aus einem Neutronenstern und einem Weißen Zwerg bestehenden Doppelsternsystems PSR J0348+0432 eine Neutronensternmasse von 2,01 ± 0,04 M☉ ergaben.
Unterhalb der TOV-Grenze wird das Gewicht des Neutronensterns durch kurzreichweitige Neutron-Neutron-Wechselwirkungen gestützt, die über die starke Wechselwirkung und den Entartungsdruck der Neutronen vermittelt werden. Oberhalb der Grenze kollabiert das Objekt direkt zu einem Schwarzen Loch.
Einige Astrophysiker vermuten jedoch, dass Neutronensterne oberhalb der TOV-Grenze zu einem Quarkstern kollabieren, falls sie durch den Quark-Entartungsdruck stabilisiert werden. Die Eigenschaften dieser hypothetischen entarteten Quarkmaterie sind noch weniger verstanden als die der entarteten Neutronenmaterie.
Mit der Ni-Lösung der Einsteinschen Feldgleichung ergeben sich aber auch Neutronensternmodelle, welche unbegrenzte Neutronensternmassen erlauben und zu einem Schalenkollapsar bzw. einer „black shell“ mit internem Hohlraum oder einem Wurmloch führen. Die einzige Grenze wäre dann ein Schalenuniversum, dessen Schalenstruktur ohne dunkle Materie oder dunkler Energie einzig durch die Raumzeitkrümmung erzeugt wird.